# 兖矿集团
兗礦集團有限公司，簡稱兗礦集團或兗礦，是中國大陸已被合併的煤炭公司。

## 歷史
兗礦集團原本是中國大陸第四大煤炭國有企業，總部位於山東省邹城凫山南路298号。它的前身是兗州礦務局，成立於1976年。1996年，它改組為國有獨資公司，改稱兗礦集團。由山东省人民政府国有资产监督管理委员会监管，即山东省省管企业。
集團地處華東地區，從事煤炭、煤化工、電解鋁、發電、礦井基建、建築材料、機械加工、外經外貿等多個行業。
兗礦的子公司兗州煤業股份有限公司，在紐約證券交易所、香港交易所及上海證券交易所上市。至於兗煤澳大利亞有限公司，在澳大利亞證券交易所上市。
2020年7月13日，宣布與山東能源集團進行合併，存續公司為山東能源集團，成為僅次於国家能源投资集团的中國大陸第二大煤炭企業。

## 下屬煤礦
兗礦集團曾經擁有七座生產煤礦。

## 非煤產業
| 常州科研所               | 兗礦療養中心     | 新聖石材             | 兗州煤機廠         | 兗礦游泳館               |
| 濟寧化工機械廠           | 魯南化工集團     | 兗礦傳媒             | 比特電子           | 環保安培中心             |
| 公司設計院               | 公司焦化廠       | 公司救護大隊         | 公司機械制修廠     | 公司綜機管理中心         |
| 百業設備租賃公司         | 公司鐵運處       | 新陸凍結安裝有限公司 | 海魯公司           | 公司職工大學             |
| 地質工程公司             | 兗礦集團電力公司 | 生源乳品有限公司     | 鐵運處             | 濟東礦區福達實業公司     |
| 公司水泥廠               | 公司兗礦機廠     | 山東長龍             | 科藍煤焦化有限公司 | 迪特工程有限公司         |
| 兗礦正通環保機電有限公司 |                  |                      |                    | 陕西未来能源化工有限公司 |

## 連結
- 兗礦集團有限公司